# Хамбер (река, Ньюфаундленд)
Хамбер (англ. Humber River) — река в канадской провинции Ньюфаундленд и Лабрадор, одна из основных рек в западной части острова Ньюфаундленд. Общая длина реки составляет 153 км (по другим данным — 160 км или 121 км). Река названа по имени эстуария Хамбер, находящегося в Англии.

## География
Исток реки Хамбер находится в горах Лонг-Рейндж, недалеко от озера Уэстерн-Брук-Понд, на высоте около 660 м. Оттуда река течёт на юго-восток, а в районе Birchy Basin поворачивает на юго-запад. Недалеко от города Дир-Лейк река Хамбер достигает озера Дир-Лейк, в которое также впадает её левый искусственный приток — канал, проложенный от озера Гранд-Лейк.
Ниже озера Дир-Лейк река Хамбер продолжает своё течение в юго-западном направлении. В районе города Корнер-Брук она впадает в Хамбер-Арм — отросток залива Бей-оф-Айлендс, соединённого с заливом Святого Лаврентия.
В некоторых источниках отрезок реки от истока до озера Дир-Лейк называют Аппер-Хамбер (англ. Upper Humber River — Верхний Хамбер), а от озера Дир-Лейк до Хамбер-Арм — Лоуэр-Хамбер (англ. Lower Humber River — Нижний Хамбер).
Вдоль течения реки Хамбер расположены населённые пункты Пасадина, Дир-Лейк и Ридвилл. Вдоль нижнего течения реки проходят Трансканадское шоссе и железная дорога Canadian National Railway.
Площадь бассейна реки Хамбер составляет 7680 км² (по другим данным, 7856 км² или 8100 км²). Тем самым, речная система реки Хамбер является второй по величине на острове Ньюфаундленд.

## Фауна
В реке водятся американская палия, атлантический лосось, арктический голец, азиатская корюшка, американский речной угорь, обыкновенный фундулюс, трёхиглая колюшка, атлантический томкод, сероспинка и другие рыбы. Из других животных встречаются различные представители отряда гусеобразных, американские норки, выдры, бобры и ондатры.

## Фотогалерея

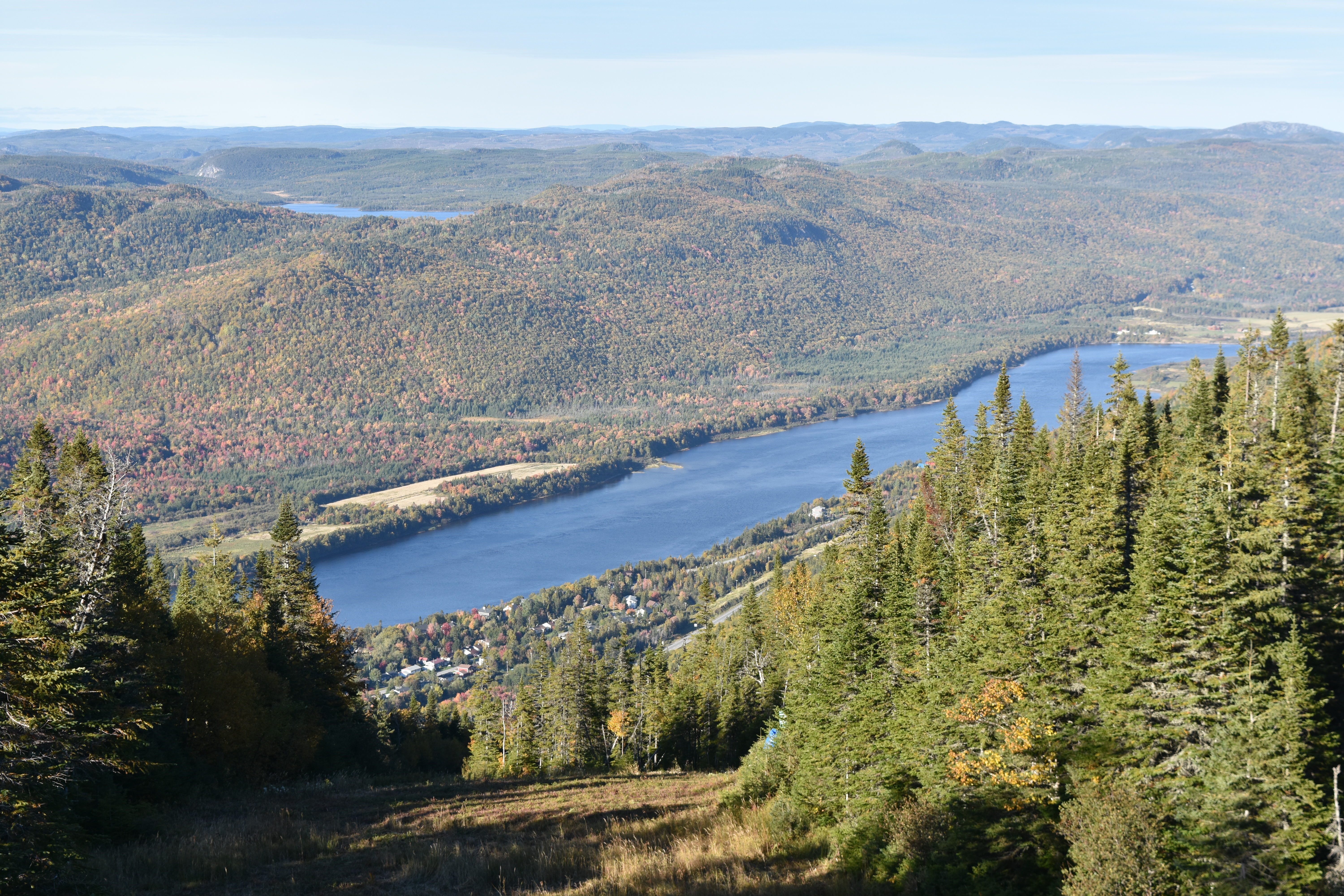
Вид на реку с горы Марбл
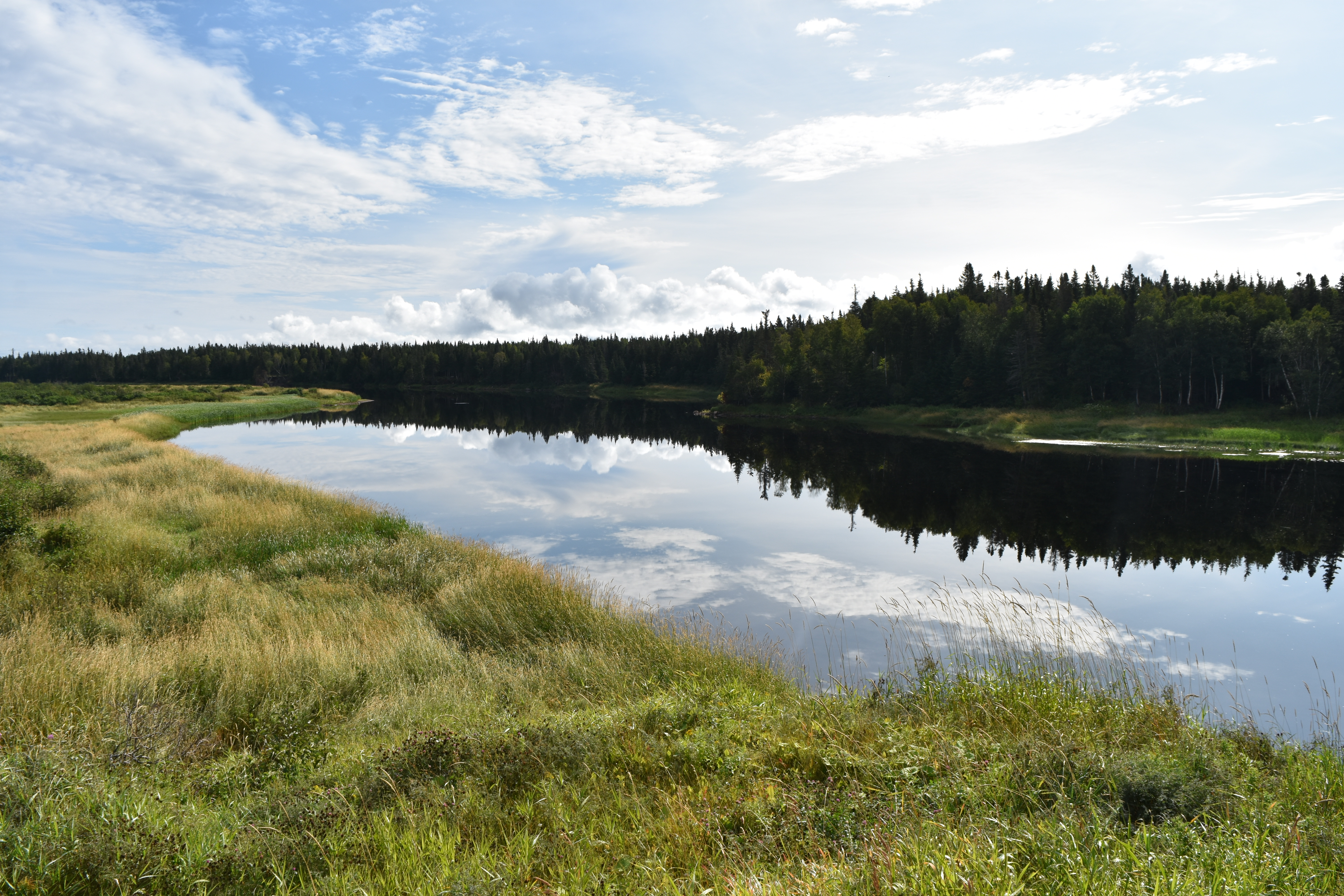
Река рядом с Николсвиллом
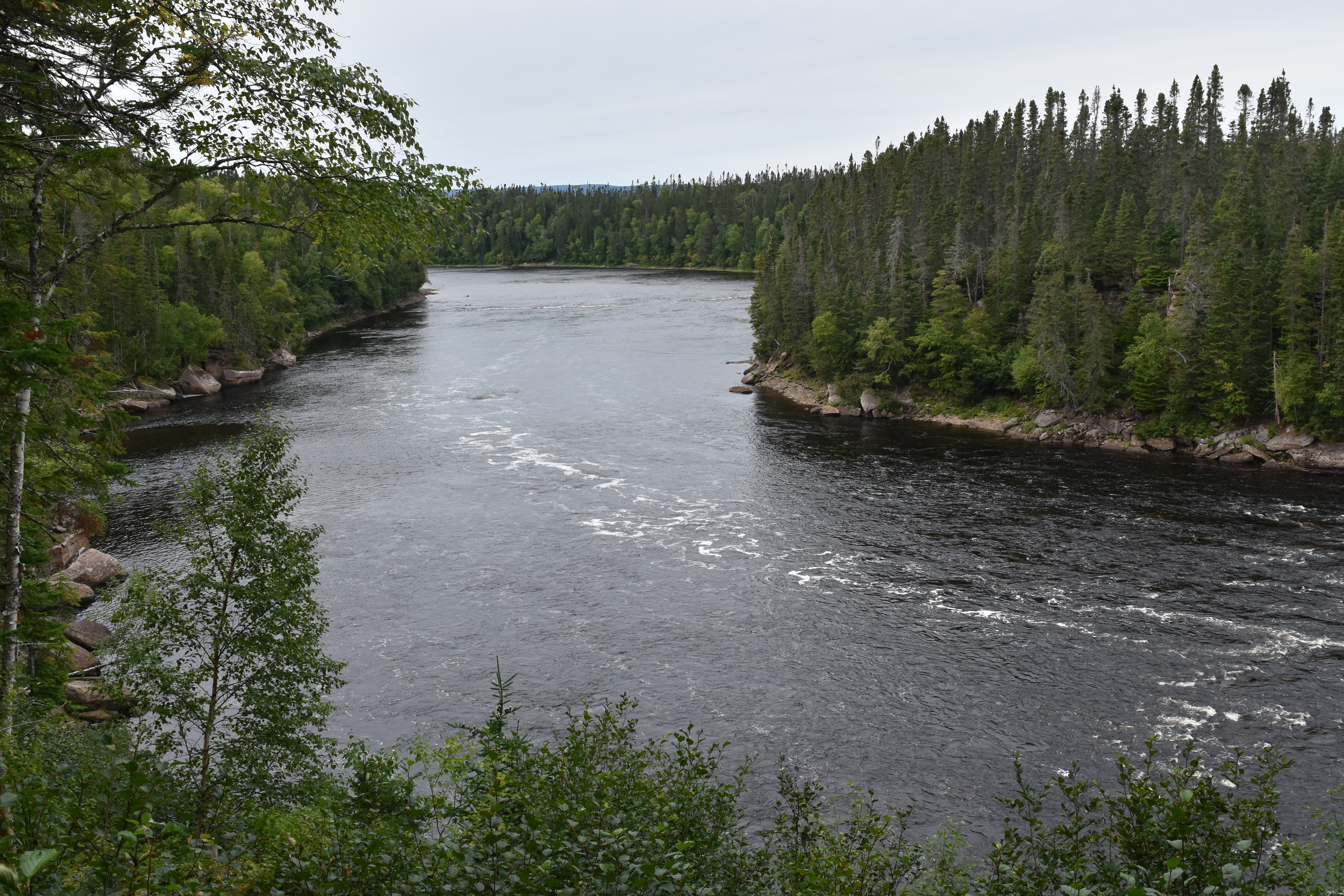
Река ниже водопада Биг-Фолс
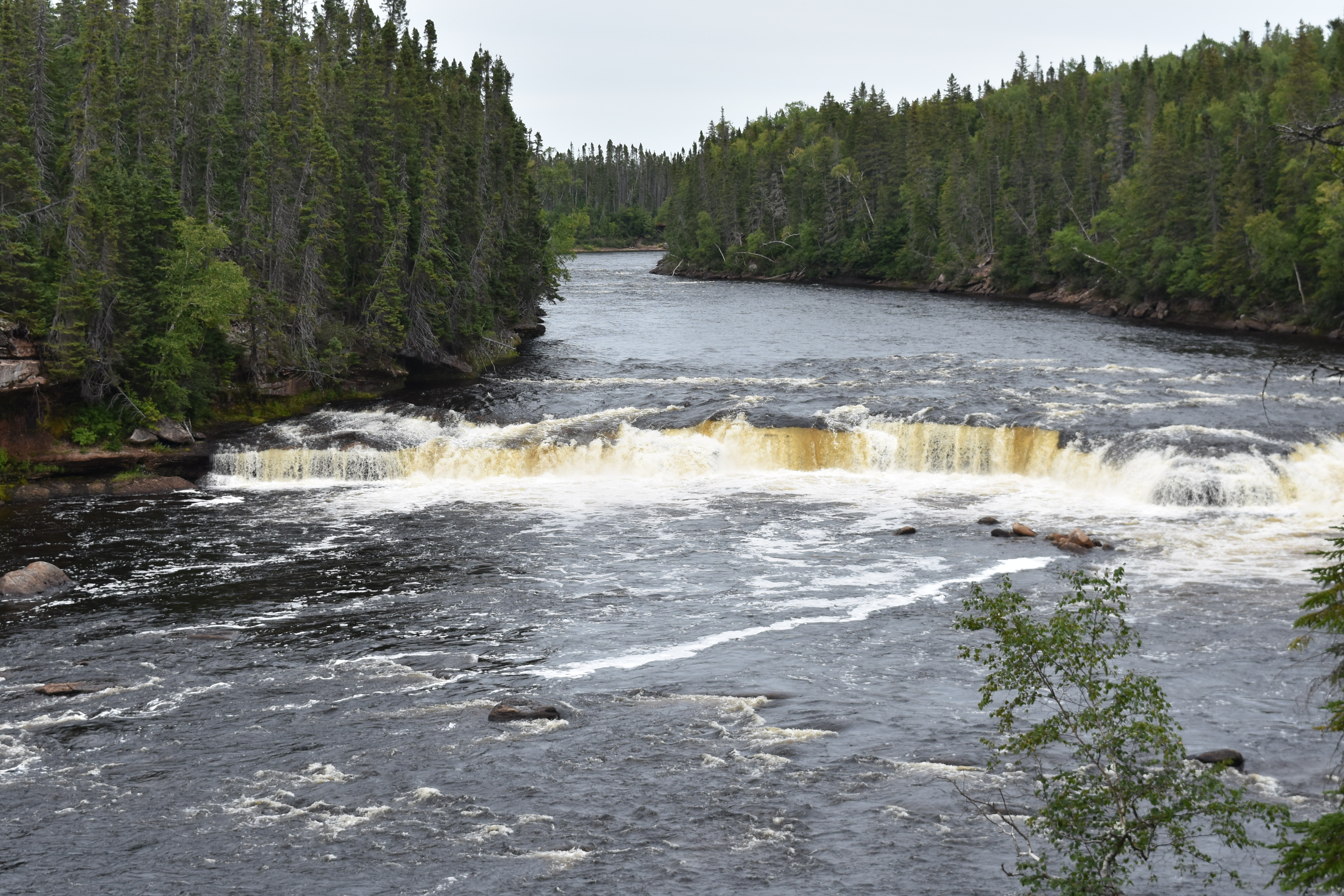
Водопад Биг-Фолс